# Tut.by
Tut.by (Eigenschreibweise TUT.BY) war eine unabhängige Informations- und Service-Website in russischer und belarussischer Sprache für Belarus. Sie war eine der fünf beliebtesten Websites in Belarus. Der Hauptsitz befindet sich in Minsk, Belarus. Im Jahr 2019 wurde die Website von 62,58 % aller belarussischen Internetnutzer mit einer monatlichen Besuchsrate von rund 200 Mio. gelesen.
Tut.by veröffentlichte täglich rund 200 Artikel auf der in- und ausländischen Agenda, darunter Originalgeschichten und -videos, Analysen, Sonderprojekte und Online-Sendungen. Neben dem Nachrichtenbereich verfügte Tut.by über zahlreiche Themenbereiche (Auto, Finanzen, Immobilien, Sport usw.) und Dienstleistungen wie Wetterberichte, Wechselkurse usw. Der redaktionelle Standard behauptete, sozial wichtige Prioritäten zu setzen. Die Redaktion berichtete über aktuelle Themen zu Belarus und der Weltagenda in Übereinstimmung mit einer selbstauferlegten journalistischen Ethik.
Tut.by wurde am 21. Januar 2019 als Online-Medium registriert.

## Konflikte mit der Regierung und Rolle in der Demokratiebewegung
Jury Zisser, Eigentümer von Tut.by, unterstützte belarussische Oppositionsgruppen finanziell und zog so den Zorn von Präsident Aljaksandr Lukaschenka auf sich. Er finanzierte den „Preis der Gedankenfreiheit“, der am Geburtsort des belarussischen Dichters Wassil Bykau in Bytschki (Wizebskaja Woblasz) vergeben wurde.
Im Zusammenhang mit Recherchen zu den Europaspielen 2019 ordnete ein staatliches Untersuchungskomitee die Inhaftierung einiger Mitarbeiter von Tut.by sowie anderer Medienschaffender an, weil sie sich unbefugt Zugang zu Informationen der staatlichen Nachrichtenagentur BelTA verschafft hätten.
Tut.by etablierte sich als eines der wenigen unabhängigen Medien während der Proteste der belarussischen Demokratiebewegung 2020. Das Portal berichtete ausführlich über die Verschleppung der Oppositionsleitfigur Maryja Kalesnikawa und des Anwalts Maksim Snak.
Am 25. September 2020 wurde bekannt, dass die Regierung auf Veranlassung des Informationsministeriums dem Portal die Registrierung als Medium entziehen wollte. Die Gerichtssitzung zur Klage ist für den 8. Oktober 2020 geplant. Am 1. Oktober 2020 suspendierte das Informationsministerium zur Unterstützung seiner Behauptung und wegen der Berichterstattung des Portals über die Proteste in Belarus 2020 die Registrierung von Tut.by als Medium für drei Monate. Das Portal gab selbst an, dass es vorerst beabsichtigt, weiter zu arbeiten. Die internationale Organisation Reporter ohne Grenzen kritisierte diese Politik in Bezug auf das Webportal.
Im Oktober 2020 gaben der Belarussische Journalistenverband und die Herausgeber einer Reihe unabhängiger Medien eine gemeinsame Erklärung zum Druck auf das Tut.by-Portal und zur Einschränkung des Zugangs zu unabhängigen Websites ab. In einer gemeinsamen Erklärung der Vereinigten Staaten und mehr als fünfzig anderer Länder sowie der EU zur Menschenrechtssituation in Belarus am 26. Oktober 2020 heißt es, dass „die jüngsten Angriffe auf Tut.by, das größte unabhängige Medienunternehmen in Belarus, aufhören müssen“. Blogger Sjarhej Zichanouski verurteilte in einem Brief an die Redaktion der Zeitung „Brestskaja gaseta“ im November 2020 die Repressionen der Behörden gegen die journalistische Gemeinschaft, insbesondere die Tatsache, dass Tut.by „erwürgt wird“.
Kazjaryna Baryssewitsch, sie schrieb einen Artikel über den Tod von Raman Bandarenka 2020, wurde am 19. November 2020 in Minsk festgenommen. Am 2. März 2021 wurde sie zu einem halben Jahr Gefängnis und zu einer Geldstrafe für Schadensersatz in 100 Basiseinheiten verurteilt.
Am 18. Mai 2021 wurden das Tut.by-Büro sowie die Wohnungen seiner wichtigsten Mitarbeiter im Rahmen eines neu eröffneten Verfahrens zur Steuerhinterziehung durchsucht. Am selben Tag wurde die Domain von Tut.by, ihre Spiegel-Server und ihr E-Mail-Service durch die Entscheidung des Informationsministeriums unter dem Deckmantel der Veröffentlichung „verbotener Informationen“ blockiert, einschließlich des Inhalts der „nicht registrierten“ BYSOL-Stiftung, die Opfer von Repressionen in Belarus unterstützt. Mindestens 18 Tut.by-Arbeiter wurden festgenommen.
Die Vereinigten Staaten verurteilen die unerbittliche Verfolgung des unabhängigen Medienunternehmens Tut.by, seiner Journalisten und Mitarbeiter. Swjatlana Zichanouskaja, Aljaksandra Herassimenja, Kazjaryna Snyzina, Nadseja Astaptschuk u. a. drückten Solidarität mit Tut.by aus.
Bis zum 25. Mai 2021 wurden 12 Personen in Isolationszentren gebracht, darunter die Chefredakteurin Maryna Solatawa; drei Personen, darunter die Witwe Jury Zissers Julija Tscharnjauskaja, standen unter Hausarrest. Am 25. Mai 2021 gaben neun Organisationen (Wjasna, der Belarussische Journalistenverband, das Belarussische Helsinki-Komitee u. a.) eine gemeinsame Erklärung ab und erkannten alle 15 als politische Gefangene an.
Am 8. Juli 2021 präsentierte ein Teil der Tut.by-Journalisten, die auf freiem Fuß blieben, eine temporäre Website Zerkalo.io. Laut Redaktion erlischt sie, wenn Tut.by seine Arbeit in Belarus mit dem gesamten Publikationsarchiv legal wieder fortsetzen kann. Am selben Tag wurde der Zugang zur Website Zerkalo.io in Belarus gesperrt.
Im August erkannte das Zentrale Bezirksgericht von Minsk sowohl die neuen als auch die alten Projekte und deren Inhalt als extremistisches Material an, was seine Verbreitung in Belarus zu einem Ordnungswidrigkeitsdelikt macht.
Im Juni 2022 wurde TUT BY MEDIA von einem Gericht in Minsk für extremistisch erklärt.
Im März 2023 wurden sowohl Solatawa als auch Generaldirektorin Liudmila Tschekina zu 12 Jahren Haft in einer Strafkolonie des Generalregimes verurteilt.
Im Juni 2023 erklärte das belarussische Innenministerium Zerkalo zu einer extremistischen Formation.

## Auszeichnungen
- Gerd Bucerius-Förderpreis Freie Presse Osteuropas (2021)[34]